# Степаньково (Муромский район)
Степаньково — деревня в Муромском районе Владимирской области России, входит в состав Борисоглебского сельского поселения.

## География
Деревня расположена в 8 км на юг от центра поселения села Борисоглеб и в 12 км на северо-запад от Мурома.

## История
Первые упоминания деревни Степаньково:
- грамота великого князя Василия Темного Матвею Олександровичу Осорьину с датой 7021/1513 г. на вотчину "в Муроме село Степанково да деревню Высокое, да селцо Сухмен.."
- в составе Санниковского прихода находится в окладных книгах 1676 года. В ней был двор приказчиков, 41 крестьянский двор и 15 бобыльских дворов. В конце XIX века в деревне имелось 134 двора
В конце XIX — начале XX века деревня входила в состав Новокотлицкой волости Муромского уезда.
С 1929 года деревня входила в состав Чаадаевского сельсовета Муромского района, с 2005 года — в составе Борисоглебского сельского поселения.
До 2013 года в деревне действовала Степаньковская основная общеобразовательная школа.

## Население
| 1859 | 1897 | 1905 | 1926  | 2002 | 2010 | 2021 |
| ---- | ---- | ---- | ----- | ---- | ---- | ---- |
| 476  | ↗736 | ↗955 | ↗1225 | ↘558 | ↘518 | ↘446 |

## Инфраструктура
В деревне находятся фельдшерско-акушерский пункт.